# Estación Aldo Bonzi
Aldo Bonzi es una estación ferroviaria ubicada en la ciudad homónima, partido de La Matanza, en el Gran Buenos Aires.

## Servicios
Es estación intermedia del Ferrocarril General Belgrano de la red ferroviaria argentina, en el ramal que conecta las terminales Tapiales y Marinos del Crucero General Belgrano.
Anteriormente era estación terminal del servicio proveniente desde Puente Alsina, por lo tanto servía de transbordo para los servicios a Marinos del Crucero General Belgrano y hacia Buenos Aires, hasta que suspendieron dicho ramal indefinidamente en agosto de 2017 debido a un descarrilamiento de un tren en la estación de Puente Alsina. 
Existe actualmente un grupo de recuperación de la traza ferroviaria para la pronta rehabilitación del ramal Puente Alsina - Aldo Bonzi.
Debido a reiterados reclamos por parte de vecinos, usuarios del ferrocarril, organizaciones sociales, Honorable Consejo Deliberante de Lomas de Zamora y la Cámara de Diputados las autoridades actuales como Mario Meoni (exministro de Transporte), Alexis Guerrera (Actual Ministro de Transporte), Martín Marinucci (Presidente de Trenes Argentinos Operaciones) y Daniel Novoa (Presidente de la línea Belgrano Sur) decidieron incluir en el proyecto la reactivación de este ramal suspendido ya hace más de 3 años. Las mismas autoridades fueron consultadas mediante una videoconferencia para los alumnos ferroviarios de diferentes universidades, entre ellas la Universidad de Lanús y la Universidad de Lomas de Zamora, Universidad de San Martín, entre otras.
A su vez Daniel Novoa expresó la necesidad de esta línea ferroviaria y llegó al acuerdo entre el Municipio de Lomas de Zamora para la pronta recuperación del ramal e incluir un plan de vivienda para las 1600 familias instaladas a lo largo de la traza ferroviaria. A su vez indicó que llevará tiempo y recursos ya que es un ramal que se tendría que reestructurar todo de cero con una renovación total de vías, terraplenes y desagües.
Martín Marinucci expresó la colaboración con Martín Insaurralde para el plan de reubicación del barrio de emergencia instalado sobre terrenos ferroviarios, inclusive presentó un proyecto para la recuperación del espacio público lindero a la traza ferroviaria.